# San Juan Lalana
San Juan Lalana là một đô thị thuộc bang Oaxaca, México. Năm 2005, dân số của đô thị này là 16335 người.